# Dictyoceratida
Dictyoceratida é uma ordem de esponjas da classe Demospongiae.

## Famílias
- Dysideidae Gray, 1867
- Irciniidae Gray, 1867
- Spongiidae Gray, 1867
- Thorectidae Bergquist, 1978